# Джонатан Гатчінсон
Сер Джонатан Гатчінсон (англ. Jonathan Hutchinson; 23 липня 1828, Селбі, Йоркшир, Сполучене Королівство Великої Британії та Північної Ірландії — 23 червня 1913, Гаслемер, Суррей) — британський хірург, офтальмолог, дерматовенеролог, патолог. Відомий описом багатьох симптомів різних хвороб, які названо на його честь.

## Біографія
Народився в сім'ї квакерів у Селбі, Йоркшир, де його батько мав успішний бізнес з вирощування льону. Донатан поділяв релігійні переконання своїх батьків і спочатку планував кар'єру медичного місіонера. Замість цього, в 1848 році він став учнем Калеба Вільямса, аптекаря і хірурга Йорка. Професійну кваліфікацію він отримав у лікарні Варфоломія в 1850 році. Під час студентства в Лондоні Гатчінсон залучався до благодійних місій квакерів, з метою зменшення бідності та покращення життя бідних. У студентський час Гатчінсон заприятелював зі своїм наставником, сера Джеймсом Педжетом (1814—1899), патронаж якого сприяв його кар'єрі хірурга. Один з найбільш універсальних клініцистів ХІХ століття, Гатчінсон був пов'язаний з великою кількістю лікарень.
У 1851 році він вивчав офтальмологію в Мурфілдському офтальмологічному госпіталі, був офтальмологом Лондонської офтальмологічної лікарні. Він практикував хірургію в госпіталі святого Варфоломія з 1854 року. Також був венерологом госпіталю Лок, лікарем у Лондонському торакальному госпіталі, головним хірургом Лондонського госпіталю, госпітальної міської установи. З 1859 по 1883 рік він також працював у лікарні для хвороб шкіри «Блекфрайарс», був обраний до медичного штабу в 1867 році і став старшим хірургом. Одним з перших описав саркоїдоз у 1869 році. Гатчінсон явив особливий інтерес до вродженого сифілісу, який був поширеним у Лондоні того часу. Вважається, що за життя він бачив більше мільйона пацієнтів з сифілісом. Гатчінсон був членом Дерматологічного товариства Лондона, членом Королівського коледжу хірургів з 1862 року, професором хірургії з 1879 року.
Праці Гатчінсона вражають як кількістю, так і різноманітністю. Його твори розкривають енциклопедичний розум, знайомий з практично кожною областю медицини і здатністю до ефективного спілкування. Гатчінсон мав великий клінічний досвід і опублікував свої спостереження в більш ніж 1200 медичних статтях. Незважаючи на свою напружену практику, він випускав щоквартальний «Архів хірургії», який виходив з 1890 по 1900 рік в 11 томах. Хоча він був єдиним автором, цей часопис мав широке розповсюдження і привертав до себе велику увагу. Упродовж короткого періоду часу він був редактором British Medical Journal.

Хоча його здобутки були незаперечними, Гатчінсон мав своїх критиків. Ернест Г. Г. Літтл (1867—1950) так його охарактеризував: 
|  | Він мав високу, сутулу, сухорляву постать, носив непривабливу розкуйовджену бороду в той час, коли носіння бороди було не модним. Він був повністю позбавлений будь-якого почуття гумору і, як і більшість таких чоловіків, неймовірно упертий у своїх думках ще тривалий час після того, як вони виявилися неспроможними. |

Разом з цим один з студентів, який був присутнім на лекції Гатчінсона, записав таке: «…Ми побачили високого чоловіка з темними очима, які доброзичливо дивилися на нас через окуляри зі сталевою оправою, з білою бородою, яка йому пасувала. Він був одягнений у чорний костюм і схожий на розсіяного професора, хоча в його викладанні не було нічого зайвого. … Він говорив досить повільно і урочисто, і те, що він викладав, було чітким і логічним. Не було нічого, що б було не зв'язаним і зайвим, ми відчували, що він має величезні знання. Іноді він ілюстрував свою точку зору деяким несподіваним порівнянням…»
Він був президентом товариства патологів у 1879—1880 роках, офтальмологічного товариства Великої Британії у 1884—1885 роках, Королівського коледжу хірургів у 1889 році, Неврологічного товариства у 1887 році, Лондонського медичного товариства у 1892 році, Королівського медичного та хірургічного товариства упродовж 1894—1896 років та Міжнародного дерматологічного конгресу 1896 року. Його посвячено в лицарі за видатну службу в медицині у віці 80 років, 1908 року.
У своєму особистому житті Гатчінсон мав 31 рік щасливого шлюбу з дружиною Джейн і їхнім численним потомством. Його сім'я жила у заміському будинку в Гаслемері, на південь від Лондона, який він відвідував у вихідні та святкові дні, в той час як упродовж робочого тижня він жив у своєму лондонському будинку.
Гатчінсон мав глибокі моральні переконання протягом всього свого життя, хоча й відійшов від суворої квакерської релігійної догми. Він помер у Гаслемері в 1913 році, у віці 85 років. Ще до смерті вибрав власну епітафію: «Людина надії і передових поглядів», яка була вписана на його надгробку. На площі Кавендіш 15, W1, в 1981 році йому встановлено меморіальну дошку.
Клінічна колекція ілюстрацій Гатчінсона була настільки великою, що Королівський коледж лікарів і хірургів відмовилися від неї через відсутність місця, але вона була придбана по смерті лікаря Медичною школою Джонса Гопкінса за сприяння Вільяма Ослера.

## Медичні епоніми, названі на честь науковця
- Ангіна Гатчінсона[6]
- Дегідроз Гатчінсона[7]
- Хвороба Гатчінсона[8]
- Тріада Гатчінсона[9]
- Зуби Гатчінсона (частка тріади Гатчінсона)[10]
- Обличчя Гатчінсона
- Веснянка Гатчінсона[11]
- Маска Гатчінсона
- Меланотична хвороба Гатчінсона[12]
- Пляма Гатчінсона
- Почесуха Гатчінсона[13]
- Зіниця Гатчінсона
- Друга ознака Гатчінсона[14]
- Хвороба Гатчінсона—Джілфорда[15]

## Вибрана бібліографія
- A clinical memoir on certain diseases of the eye and ear, consequent on inherited syphilis. London 1863.
- Surgical Diseases of Women. / Timothy Holmes (1825—1907): A System of Surgery, Theoretical and Practical, in Treatises by Various Authors. 4 volumes, London 1860—1864; 2nd edition in 5 volumes, 1869-71, etc.
- On constitutional syphilis. / Sir John Russel Reynolds, publisher: System of Medicine.
- On injuries of the head. The Astley-Cooper prize treatise for 1865.
- Illustrations of clinical surgery. Volume I. London, J, Churchill, 1875—1878.
- On gangrenous eruptions in connection with vaccination and chickenpox. Medico-Chirurgical Transactions, London, 1882, 65: 1-12.